# حیات وحش آلاسکا

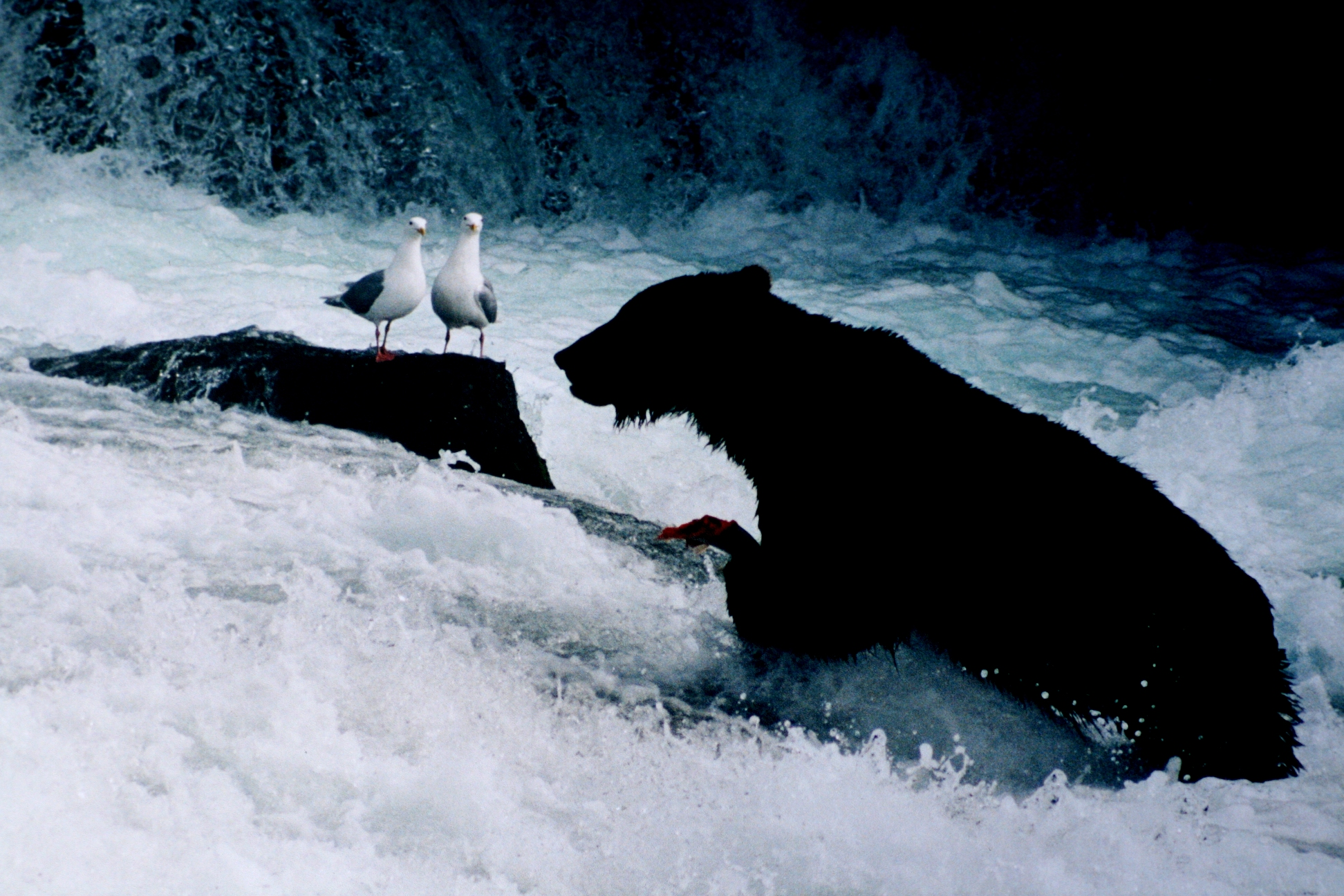
خرس قهوه‌ای در پارک ملی کتمای

حیات وحش آلاسکا هم متنوع و هم وافر است. شبه‌جزیره آلاسکا زیستگاهی مهم برای ماهیان، پستانداران، خزندگان و پرندگان است. آلاسکا حدود ۹۸٪ جمعیت خرس قهوه‌ای ایالات متحده و ۷۰٪ کل جمعیت آمریکای شمالی را در بر دارد. به‌طور تخمینی، ۳۰٬۰۰۰ خرس قهوه‌ای در آلاسکا زندگی می‌کنند. از این تعداد، سالانه ۱٬۴۵۰ تا توسط شکارچیان کشته می‌شوند. آب‌های آلاسکا جایگاه دو گونه از لاک‌پشت هستند: لاک‌پشت چرمی و لاک‌پشت سبز دریایی.